# (207563) Toscana
(207563) Toscana est un astéroïde de la ceinture principale.

## Description
(207563) Toscana est un astéroïde de la ceinture principale. Il fut découvert le 1er août 2006 à Vallemare Borbona par Vincenzo Silvano Casulli. Il présente une orbite caractérisée par un demi-grand axe de 2,90 UA, une excentricité de 0,06 et une inclinaison de 3,3° par rapport à l'écliptique.

## Compléments